# Gabriele Balducci
Gabriele Balducci (Pontedera, 3 de noviembre de 1975) es un ciclista italiano ya retirado. Debutó como profesional en 1997 con el equipo Ceramiche Refin.

## Palmarés
1996
- La Popolarissima
- Coppa della Pace

1997
- Alassio Cup

1998
- 1 etapa de la Tirreno-Adriático

2001
- 1 etapa del Tour del Mediterráneo

2003
- 1 etapa del Giro de la Liguria

2006
- 1 etapa de la Semana Lombarda

2007
- 1 etapa del Tour del Mediterráneo
- 1 etapa del Giro de Italia[1]

2008
- Gran Premio Costa de los Etruscos[2]
- 1 etapa del Giro de Reggio Calabria
- 1 etapa de la Semana Lombarda

## Resultados en Grandes Vueltas
| Carrera | Carrera         | 1997 | 1998 | 1999  | 2000 | 2001 | 2002 | 2003 | 2004 | 2005 | 2006 | 2007 | 2008 |
| ------- | --------------- | ---- | ---- | ----- | ---- | ---- | ---- | ---- | ---- | ---- | ---- | ---- | ---- |
|         | Giro de Italia  | Ab.  | ―    | 102.º | ―    | ―    | ―    | Ab.  | ―    | ―    | ―    | Ab.  | ―    |
|         | Tour de Francia | ―    | ―    | ―     | ―    | ―    | ―    | ―    | ―    | ―    | ―    | ―    | ―    |
|         | Vuelta a España | Ab.  | ―    | ―     | ―    | ―    | Ab.  | ―    | ―    | ―    | ―    | ―    | ―    |

―: no participa
Ab.: abandono